# 御宿友綱
御宿 友綱（みしゅく ともつな、天文15年（1546年） - 慶長11年3月21日（1606年4月28日））は、戦国時代から江戸時代前期にかけての武将。子に御宿政友がいる。

## 略歴
天文15年（1546年）、御宿綱治の子として生まれる。生母は甲斐武田氏譜代の家臣・跡部勝忠の妹。
御宿氏は駿河の国人領主・葛山氏の庶流であり、御宿を本貫地とした。
天文23年（1554年）に父母と離れて駿州相国寺へ出家したが、今川義元が母を奪おうとしたために父・綱治は今川氏と敵対し、御宿館で今川勢と交戦し、弘治3年（1557）4月7日に妻子を殺害して自害した。父の仇討を画策したことが義元に発覚したことで永禄元年（1558年）に甲州へ逃れて母方の伯父である跡部勝忠を頼り、その縁で武田信玄に仕え川中島の戦いを始めとして功名を挙げたとされる。
元亀3年（1572）4月20日、信玄から駿河国御宿・千福・上田・菅古・棚頭・足洗・内谷・焼津・丸子・油野・沢田の12ケ所の所領安堵を宛がわれている。また、葛山氏の一族であったことから、信玄の6男で葛山氏元の養子になった葛山信貞の軍代（陣代、後見人）を務めたといわれる。
天正元年（1573）4月12日に信玄が亡くなり、3年後の天正4年（1576年）4月16日に執行された信玄の葬儀の際に出家して頤神軒善養と号し、天正8年（1580年）12月19日、子の御宿政友に家督を譲って隠居した。
天正10年（1582年）、織田信長の甲州征伐によって武田氏が滅亡した後は後北条氏に客将として仕えたが、天正18年（1590年）の小田原征伐で後北条氏が滅亡すると、上野国藤岡に篭居した。嫡男・政友は徳川家康に、次男・政綱は松平忠輝にそれぞれ仕えた。
慶長11年（1606年）3月21日、死去。享年61。

## 人物
- 『武田源氏一流系図』は「宏学人」で数多くの述作の書を世に多行したとし、『葛山家譜』も「嘗達文武之学」とする等、文武に長けた教養人であった。信玄の侍医である板坂宗商から医術を学んで医術にも長けていたとされる[6]。なお、武田信玄の侍医を務めたとされているがそのことを裏付ける史料はない。